# 邁克霍斯 (蒙大拿州)
邁克霍斯（英語：Mike Horse）是位於美國蒙大拿州劉易斯與克拉克縣的鬼鎮。

## 歷史
邁克霍斯的郵局於1943年設立，其後於1952年停運。

## 地理
邁克霍斯所處的海拔為高於海平面1718米（即5637英呎），而該地所採用的時區為UTC-7，即北美山地時區（MST）。同時該地設有夏令時間，為UTC-7調快一小時，即UTC-6（MDT）。